# Jean-Louis Imlin (1722-1768)
Pour les articles homonymes, voir Jean-Louis Imlin.
Jean-Louis Imlin (ou Jean Louis III Imlin), né le 27 juillet 1722 à Strasbourg et mort le 8 décembre 1768 dans la même ville, est un orfèvre actif à Strasbourg au XVIIIe siècle.

## Biographie
Issu d'une dynastie d'orfèvres protestants luthériens strasbourgeois, il est le petit-fils de Jean-Louis Imlin (1663-1720), le fils de Jean-Louis Imlin (1694-1764) et le frère de Georges Frédéric Imlin.

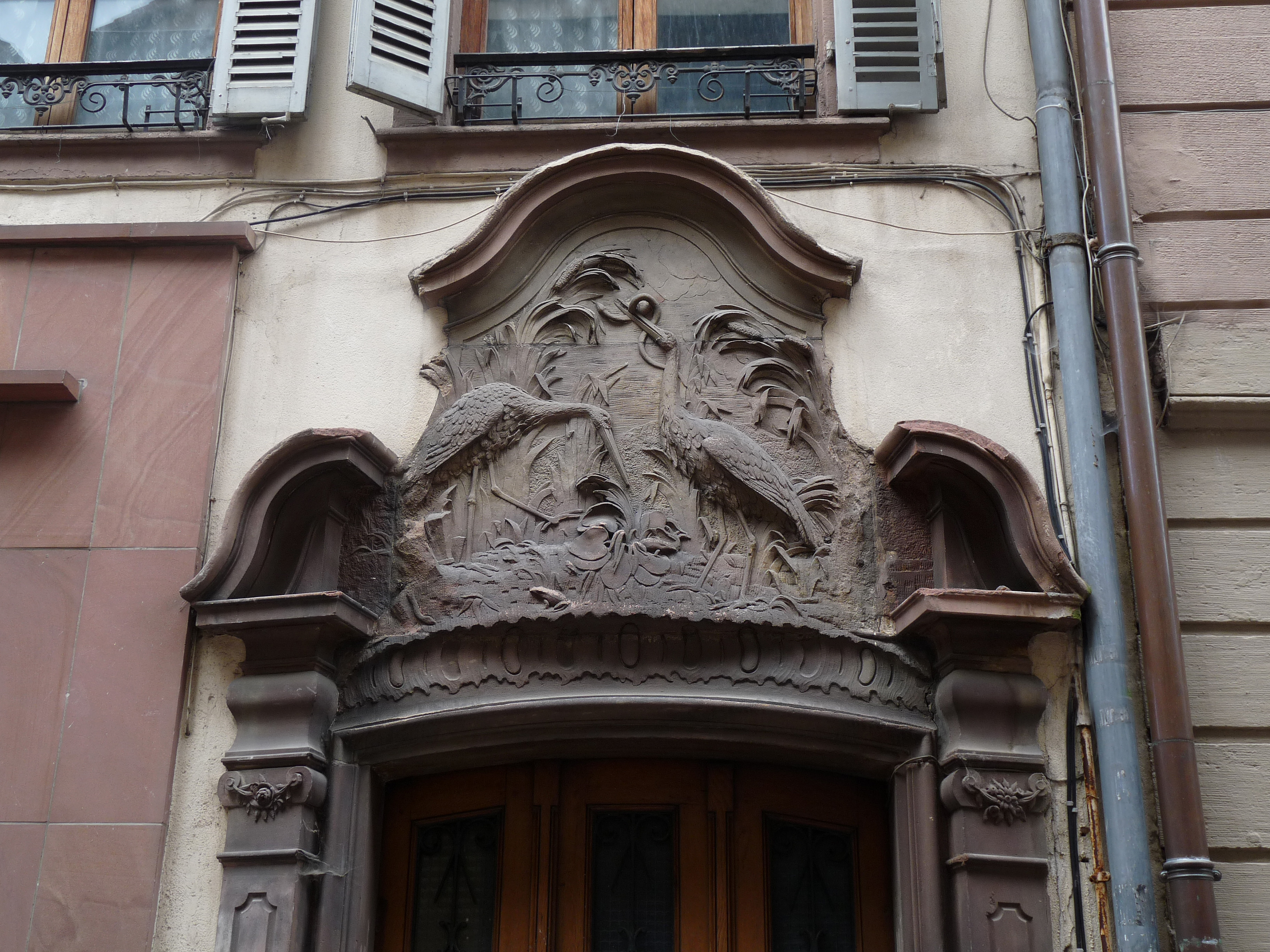
Haut-relief en grès de la maison aux Cigognes.

En apprentissage chez Daniel Ott de 1736 à 1740,  il est reçu maître le 23 novembre 1746, devient échevin à l'Échasse en 1763, triumvir à la taille et membre du Grand Sénat. 

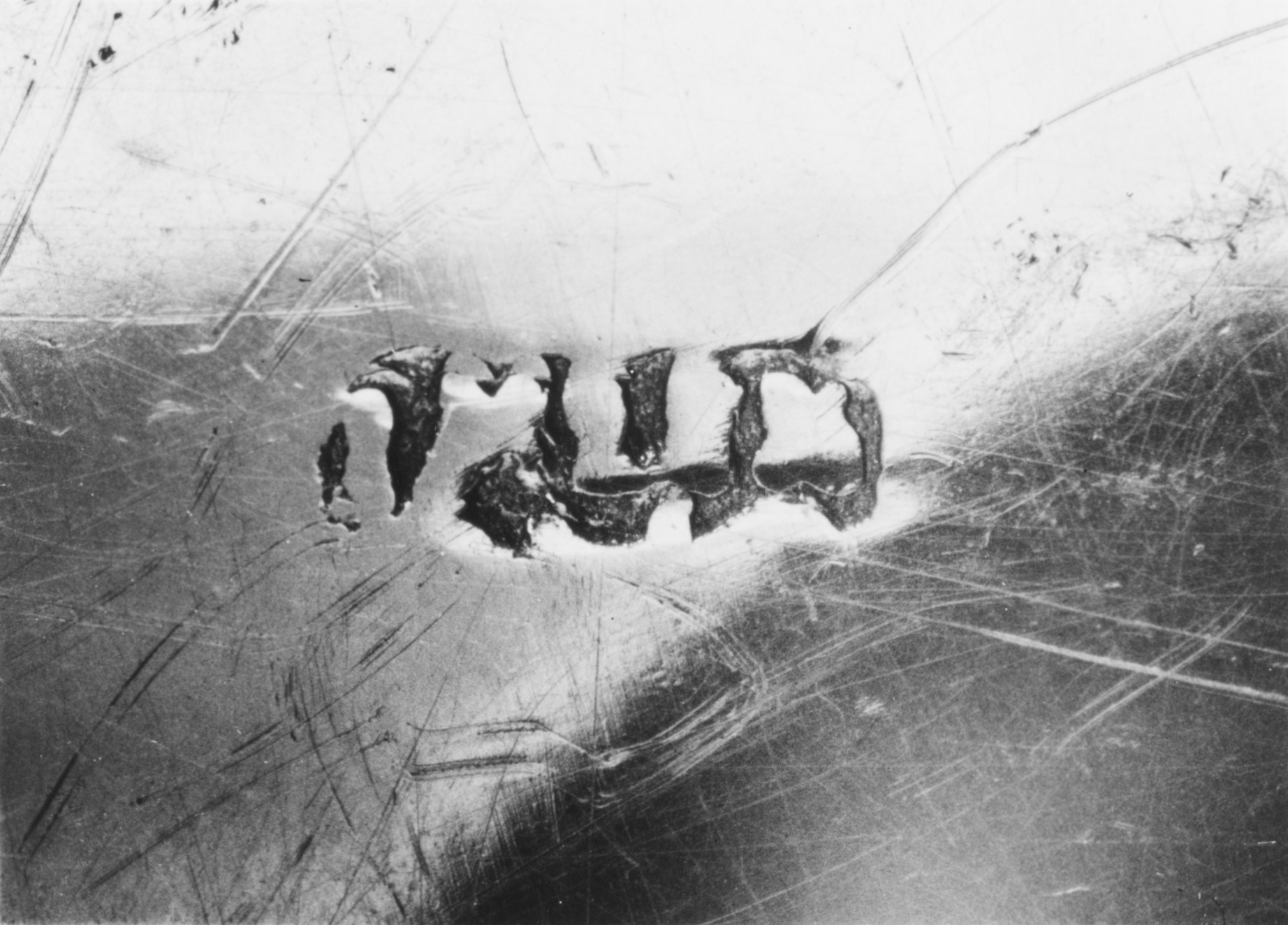
Poinçon.

Le 7 décembre 1746, il épouse Marie Salomé Ehrmann (1724-1768), fille d'un courtier, membre du corps des marchands et bourgeois de Strasbourg. Le couple s'installe à son tour au 14, rue des Orfèvres, dans la maison aux Cigognes, qui appartient presque toujours à des orfèvres du début du XVIIe siècle jusqu’au milieu du XIXe siècle. 
Jean-Louis Imlin meurt en 1768, à l'âge de 46 ans, et son épouse Marie Salomé trois jours après lui. Ils laissent quatre enfants, un cinquième étant déjà décédé. C'est alors Jacques Henri Alberti qui dirige l'atelier en attendant la majorité de leur neveu, François Daniel Imlin, qui sera maître en 1780.

## Œuvre
Le musée des Arts décoratifs de Strasbourg conserve notamment deux salières avec monogramme en forme de rocailles simplifiées, deux écuelles à bouillon en vermeil, une paire d'assiettes plates à bords moulurés, contournés en dix ondulations régulières,.
Le musée des Arts décoratifs de Paris possède un gobelet en vermeil.

Le Metropolitan Museum of Art (MET) à New York détient une écuelle à bouillon avec présentoir de Jean Louis Imlin, accompagnée d'une fourchette et d'un couteau réalisés par un orfèvre non identifié. Ces pièces faisaient partie d'un nécessaire de voyage. L'écuelle et le plat portent les armes de la famille du Bourg, qui auraient pu être ajoutées postérieurement.

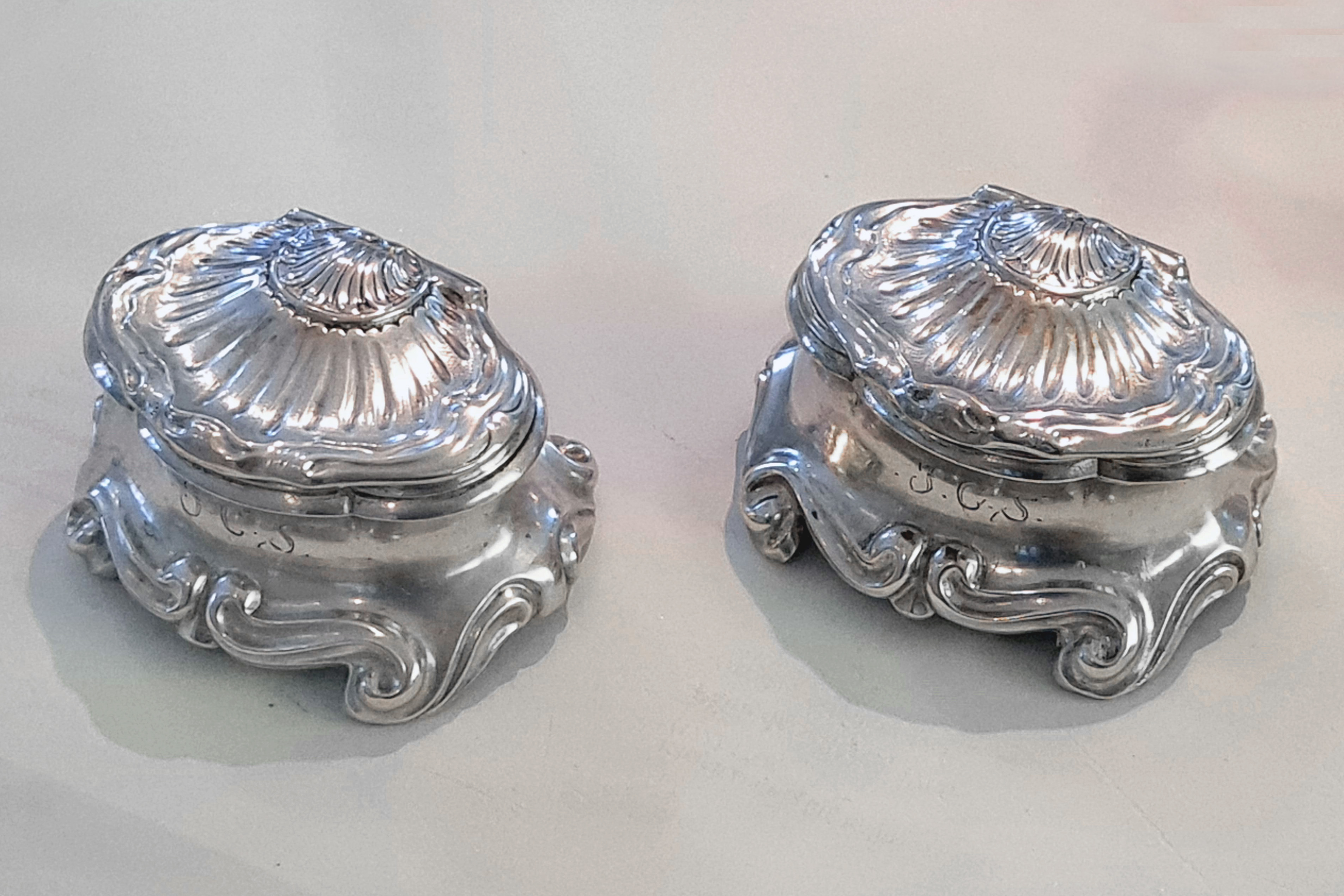
Paire de salières (1766)[7].
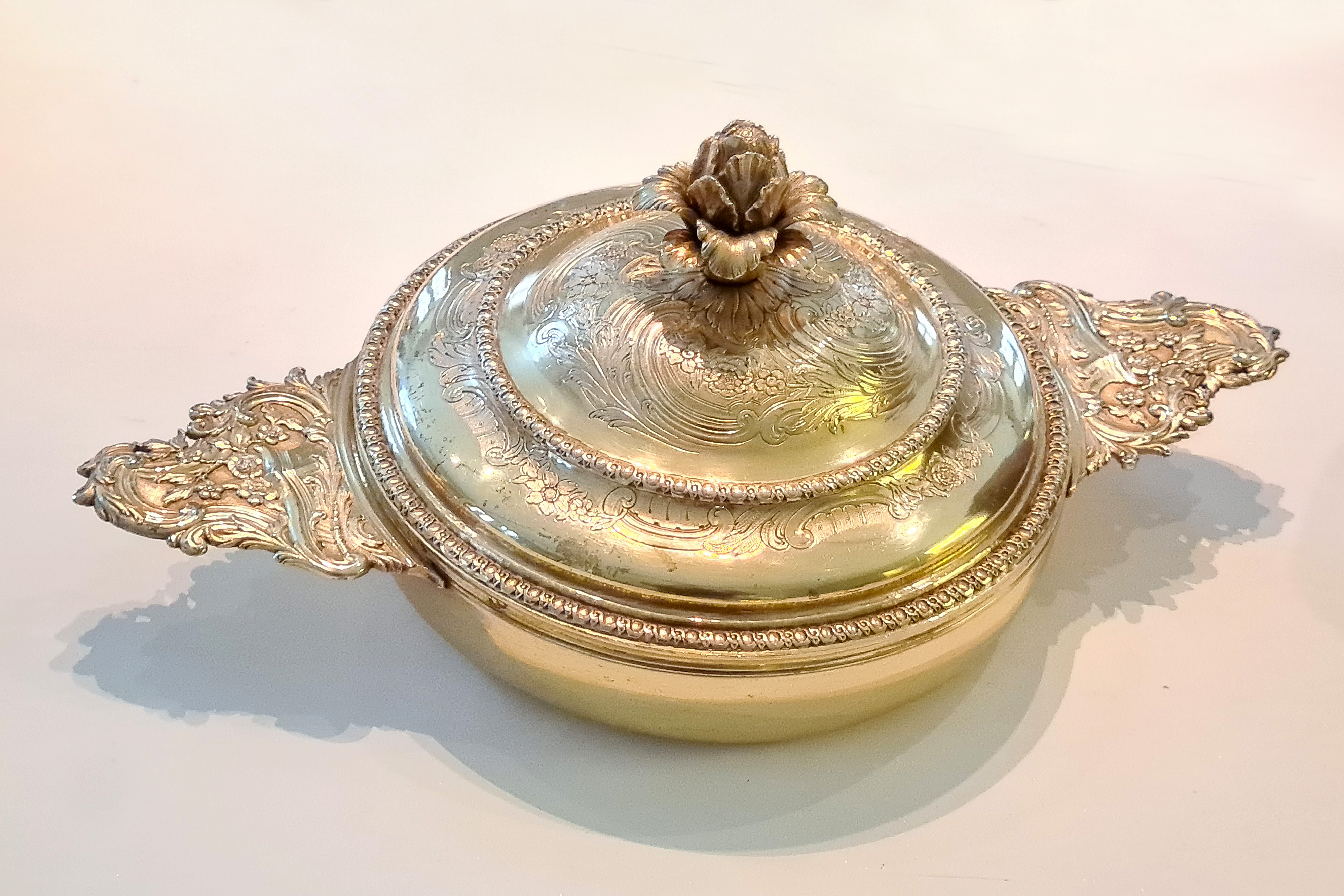
Écuelle couverte (1766)[7].
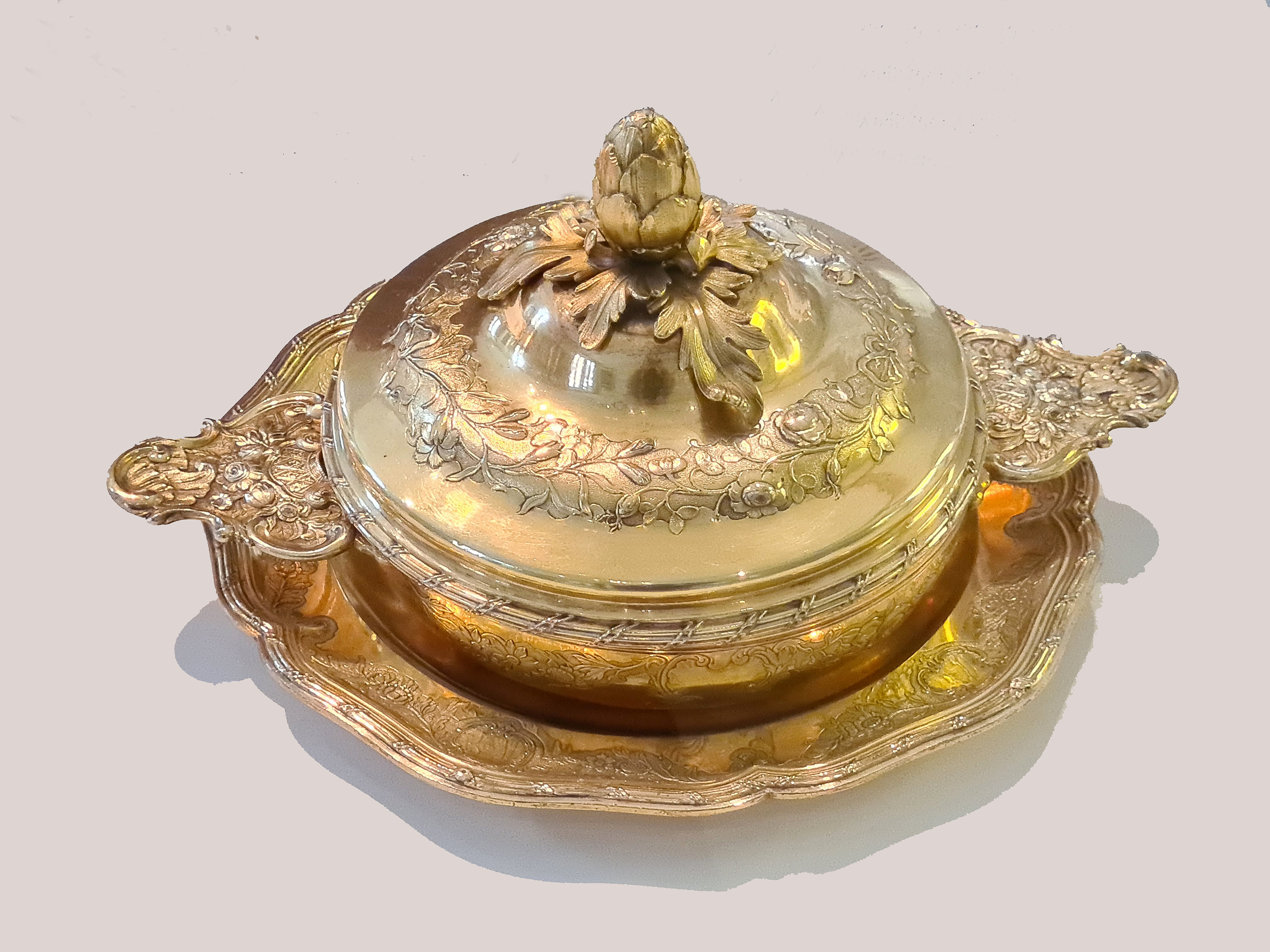
Écuelle couverte avec présentoir (1767)[7].
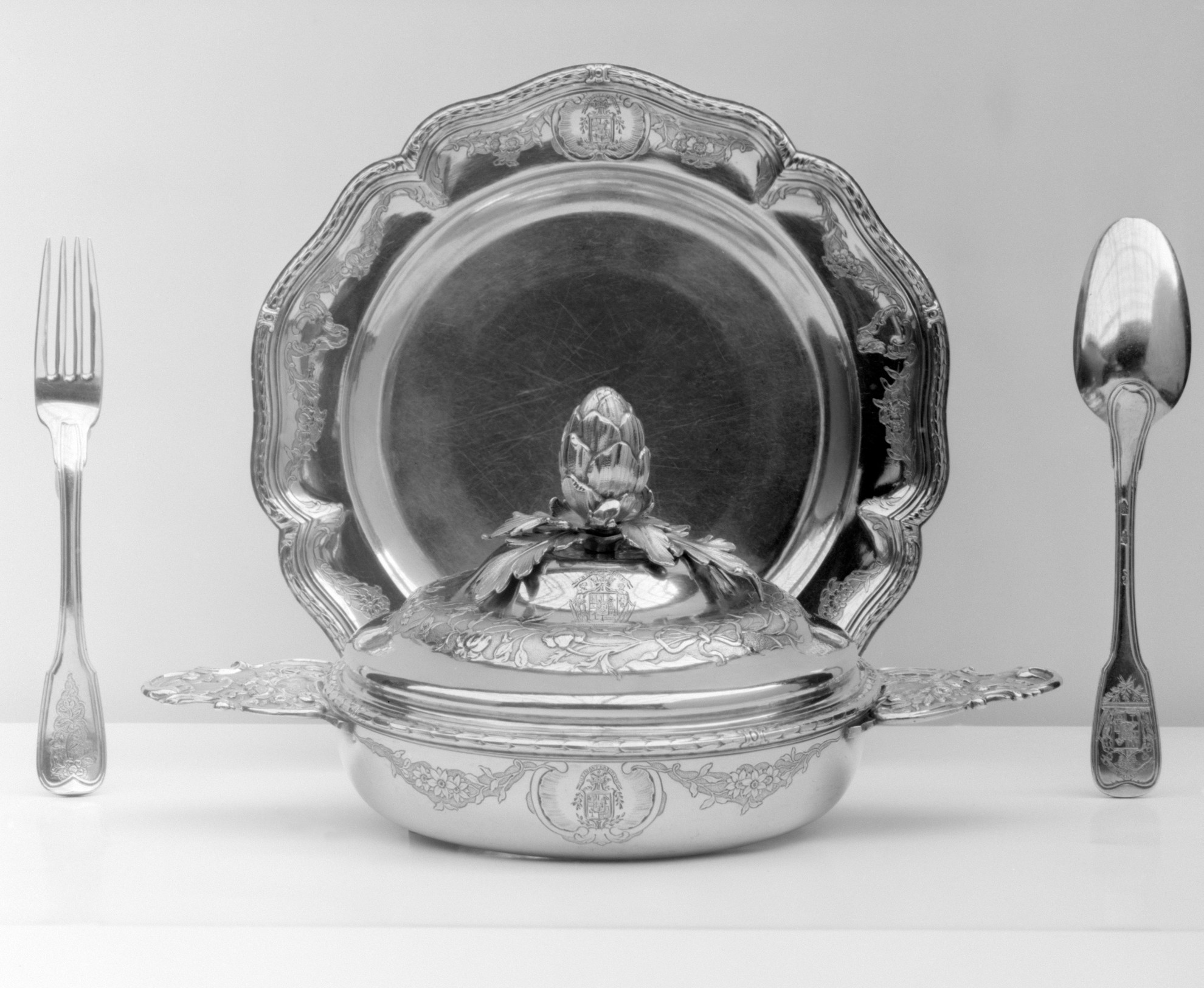
Écuelle couverte avec présentoir et couvert (1768)[6].

De nombreux objets se trouvent dans des collections particulières, notamment deux flambeaux à pieds triangulaires appartenant à un nécessaire de voyage, deux coffrets rectangulaires et un coffret à ouvrage du nécessaire de voyage de la landgravine de Hesse-Darmstadt, une paire de boules à savon et à éponge gravées aux armes de Zorn de Bulach, un gobelet ovale gravé aux armes du baron Antoine Théorin de Sonnenberg, un gobelet ovale aux armoiries d'un chevalier de Saint-Louis.

## Postérité
La rue Imlin à Strasbourg (Meinau) rappelle la place de la famille Imlin dans la vie artistique de la ville.